# Marcello Dell'Utri
Marcello Dell'Utri (n. 11 septembrie 1941, Palermo, Italia) este un om politic italian, membru al Parlamentului European în perioada 1999-2004 din partea Italiei.